# Gavião kommun, Brasilien
Gavião är en kommun i Brasilien.   Den ligger i delstaten Bahia, i den östra delen av landet, 1 000 km nordost om huvudstaden Brasília. Antalet invånare är 4 561.
Trakten runt Gavião består i huvudsak av gräsmarker. Runt Gavião är det glesbefolkat, med 12 invånare per kvadratkilometer.